# Liste des sites mégalithiques de la Sardaigne
Cette liste non exhaustive recense les principaux sites mégalithiques en Sardaigne.

## Cartographie
Localisation des principaux sites mégalithiques de Sardaigne
| : Complexes mégalithiques · : Alignements, Henges · : Dolmens, Menhirs, Tumulus, Cairns · : Constructions et Murs cyclopéens |

## Typologie
La Sardaigne possède un très riche patrimoine mégalithique constitué, notamment, par l'un des plus importants groupes de dolmens du bassin méditerranéen. Les dolmens sardes ont une architecture simple : la chambre est rectangulaire, peu allongée, délimitée la plupart du temps par uniquement trois orthostates et ouverts sur le quatrième côté. Quelques dolmens sont fermés par une dalle en forme de hublot, ou une dalle comportant une petite ouverture à la base (Sa Covéccada). L'ensemble est recouvert d'une unique mais imposante table de couverture. Dix-sept dolmens sardes comportent une découpe intentionnelle, verticale, à angle droit ou obtus, pratiquée dans l'épaisseur de la table de couverture au niveau de l'un de ses angles. Les tables de couverture sont aussi parfois ornées de gravures et de cupules. La table de couverture est d'ailleurs la seule dalle du monument qui soit toujours travaillée. Comme en Corse, plusieurs dolmens se caractérisent par une architecture assez grossière et ont été construits avec des dalles de pierre à peine retravaillées, un nombre variable d'orthostates délimitant une chambre de forme polygonale (dolmen de Matorra à Dorgali). Aucun monument n'a été découvert inclus dans un tumulus ou un cairn mais une cinquantaine d'entre eux sont entourés d'une enceinte constituée de pierres plantées, d'un diamètre de 8 à 10 m qui pourrait correspondre aux vestiges du cercle périphérique qui en délimitait le périmètre. Dans une quinzaine de cas, l'existence d'un corridor prolongeant l'entrée du dolmen vers la bordure de ce cercle extérieur laisse supposer que cet aménagement était destiné à traverser un tumulus désormais disparu. Les dolmens sardes sont considérés comme l'étape intermédiaire entre les domus de Janas et les tombes de géants. Le mobilier funéraire découvert dans les édifices permet de les dater du IIIe millénaire av. J.-C. durant le Campaniforme (culture d'Ozieri) mais beaucoup de monuments ont été réutilisés au Bronze ancien (cultures Filigosa et Monte Claro).
La Sardaigne est la seule île de Méditerranée à abriter des allées couvertes que l'on appelle aussi « tombes à poliandro ». Une cinquantaine de monuments de ce type ont été recensés dans toutes les régions de l'île mais avec une concentration dans les plaines du centre et du nord de l'île. Certaines sont couvertes de dalles transversales, d'autres sont sans couverture. Il s'agit de longues allées étroites, bordées d'orthostates, incluses dans des tumulus de pierres et de terre. Elles sont datées de la fin du IIIe millénaire av. J.-C. (Sa Corte Noa à Laconi). On observe aussi des allées avec les côtés latéraux constitués de murets en pierres sèches. Il pourrait s'agir d'une variante plus récente puisqu'y furent découvertes des inhumations rattachées aux périodes nuraghique et historique (Era'e Muros à Ossi, San Giuliano à Alghero). Toutes les tombes ont été réutilisées ultérieurement ce qui complique leur datation. Certaines ont été transformées en tombe des géants par l'ajout d'une façade monumentale, comme à Li Lolghi (Arzachena).
On recense une centaine de menhirs en Sardaigne, généralement associés avec des sépultures mégalithiques (coffres, dolmens, tombes de géants, hypogées) mais l’association n'est pas systématique. Ils sont parfois regroupés en alignement mégalithique (Pranu Muttedu à Goni). Ils sont constitués d'un monolithe élancé, de forme arrondie sans avoir été forcément régularisé. Leur taille varie de 0,50 m à 2 m environ. Contrairement aux statues-menhirs de Corse, les statues-menhirs sardes ne sont pas anthropomorphes mais sont de simples bornes, arrondies ou pointues, voire de simples cônes. Elles correspondent à une évolution continue du mégalithisme insulaire depuis des menhirs plus ou moins bruts du début du IVe millénaire av. J.-C. vers des menhirs proto-anthropomorphes (Bau Carradore, Is Cirquittu) puis anthropomorphes, et au stade ultime à des statues-menhirs, ces différents types de sculptures pouvant parfaitement être associés dans des regroupements ou alignements

## Sites mégalithiques
| Site                             | Type de mégalithe(s)  | Localisation         | Coordonnées                 | Image |
| -------------------------------- | --------------------- | -------------------- | --------------------------- | ----- |
| Tombe des géants de Coddu Veccju |                       | Arzachena            | 41° 03′ 01″ N, 9° 21′ 21″ E |       |
| Dolmen de Sarbogadas             |                       | Birori               | 40° 14′ 53″ N, 8° 48′ 53″ E |       |
| Tombe des géants de Lassia       |                       | Birori               | 40° 15′ 15″ N, 8° 49′ 02″ E |       |
| Tombe des géants de Palatu       |                       | Birori               | 40° 16′ 02″ N, 8° 48′ 51″ E |       |
| Menhir de Busola                 |                       | Borore               | 40° 12′ 56″ N, 8° 47′ 33″ E |       |
| Dolmen de Monte Longu            |                       | Dorgali              | 40° 16′ 43″ N, 9° 36′ 03″ E |       |
| Dolmen de Motorra (it)           | dolmen                | Dorgali              | 40° 18′ 22″ N, 9° 34′ 31″ E |       |
| Genna Prunas                     | menhir                | Guspini              | 39° 35′ 50″ N, 8° 39′ 26″ E |       |
| Perdas Longas                    | 2 menhirs             | Guspini              | 39° 34′ 11″ N, 8° 39′ 55″ E |       |
| Sa Figu                          | enceinte mégalithique | Ittiri               | 40° 36′ 17″ N, 8° 35′ 24″ E |       |
| Dolmen de Alzoledda              |                       | Luras                | 40° 56′ 22″ N, 9° 10′ 11″ E |       |
| Dolmen de Billela                |                       | Luras                | 40° 56′ 14″ N, 9° 09′ 37″ E |       |
| Dolmen de Ciuledda               |                       | Luras                | 40° 56′ 31″ N, 9° 10′ 42″ E |       |
| Dolmen de Ladas                  |                       | Luras                | 40° 56′ 38″ N, 9° 10′ 43″ E |       |
| Sa Perda Pinta                   | menhir                | Mamoiada             | 40° 13′ 07″ N, 9° 16′ 35″ E |       |
| Sa Coveccada (it)                | dolmen                | Mores                | 40° 30′ 29″ N, 8° 40′ 00″ E |       |
| Menhir de Prabanta               |                       | Morgongiori          | 39° 45′ 00″ N, 8° 47′ 55″ E |       |
| Menhir Sa perda de Taleri        |                       | Noragugume           | 40° 12′ 58″ N, 8° 56′ 47″ E |       |
| Monte Baranta (it)               |                       | Olmedo               | 40° 37′ 53″ N, 8° 23′ 51″ E |       |
| Su Niu 'e su Crobu               | tombe des géants      | Sant'Antocio         | 38° 59′ 11″ N, 8° 24′ 02″ E |       |
| Su Para e sa Mongia              | 2 menhirs             | Sant'Antocio         | 39° 04′ 33″ N, 8° 29′ 00″ E |       |
| Mont d'Accoddi                   |                       | Sassari              | 40° 47′ 26″ N, 8° 26′ 42″ E |       |
| Sa Domu 'e S'Orcu                | tombe des géants      | Siddi                | 39° 41′ 10″ N, 8° 52′ 16″ E |       |
| Dolmen de Prunaiola              |                       | Torralba             | 40° 29′ 22″ N, 8° 45′ 09″ E |       |
| Dolmen de Su Crastu Covaccadu    |                       | Torralba             | 40° 29′ 11″ N, 8° 50′ 03″ E |       |
| Menhir de Tortolì                |                       | Tortolì              | 39° 53′ 11″ N, 9° 39′ 09″ E |       |
| Menhir de Carabassa              |                       | Villa Sant'Antonio   | 39° 52′ 17″ N, 8° 54′ 51″ E |       |
| Menhir Curru Tundu               |                       | Villa Sant'Antonio   | 39° 52′ 33″ N, 8° 54′ 05″ E |       |
| Menhir de Tuttiricchiu           |                       | Villa Sant'Antonio   | 39° 52′ 31″ N, 8° 53′ 37″ E |       |
| Tombe des géants de Laccaneddu   |                       | Villanova Monteleone | 40° 30′ 42″ N, 8° 26′ 17″ E |       |
| Luxia Arrabiosa                  | menhir                | Villaperuccio        | 39° 06′ 15″ N, 8° 40′ 10″ E |       |
| Statue-menhir de Piscina 'e Sali |                       |                      |                             |       |